# منتخب رومانيا لكرة الماء
منتخب رومانيا الوطني لكرة الماء هو المنتخب الذي يمثل رومانيا في منافسات كرة الماء للرجال، ويقوم إتحاد رومانيا لكرة الماء بإدارة شؤونه، أبرز إنجازاته هو حلوله في المركز الرابع في دورة الألعاب الأولمبية الصيفية 1976 في مونتريال في كندا.